# 阿拉巴馬大學伯明翰分校

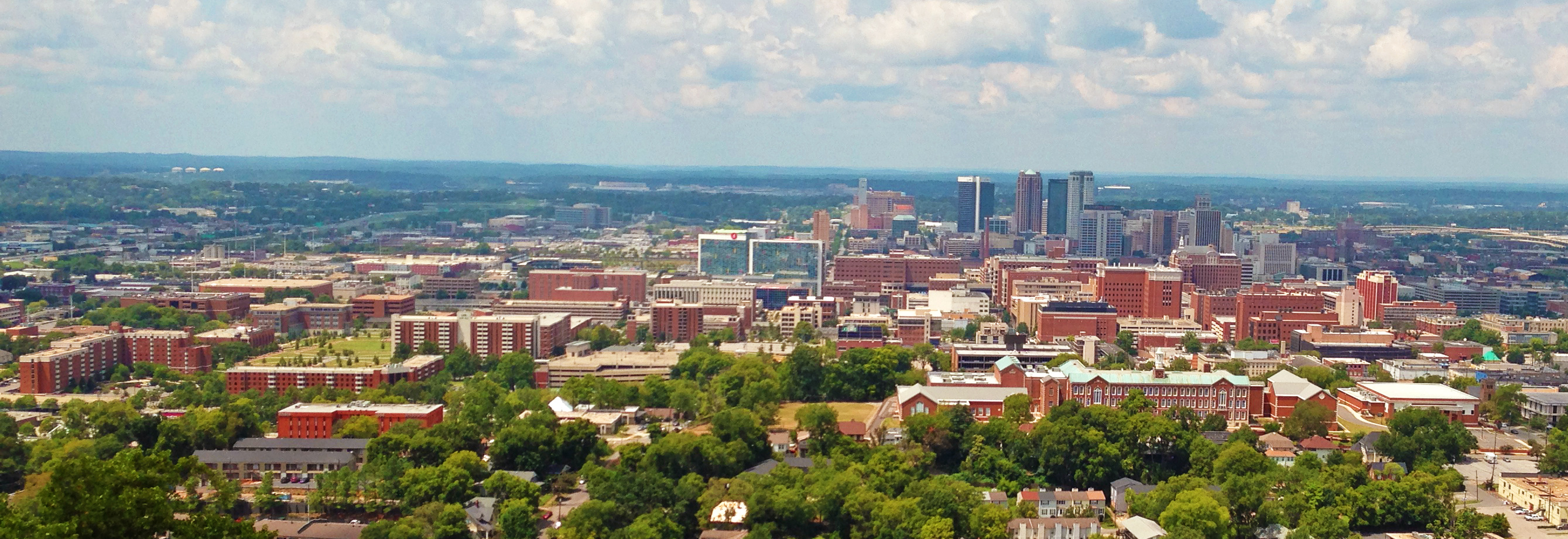
大學校區

阿拉巴馬大學伯明翰分校（英語：The University of Alabama at Birmingham，UAB ），是一所位於美國阿拉巴馬州伯明翰的公立大學，歷史可追溯至1936年，但1969年才成爲獨立機構，現為阿拉巴馬大學系統的三所盟校之一。根據US News Ranking，全美國內大學排名為157名。全美最大的醫療科學學術中心之一屬於該學校，大學的UAB醫院是全美一級創傷中心。 此外該大學還是全州最大的雇主，該州大約每33份工作中就有一份直接或間接與該大學有關。

## 學術
該大學是一所非住宿制研究型大學。其聯邦研究居於全國前二十，州内第一，此外強勢的學科還包括生命科學、化學、數學、物理學、醫療護理。

## 外部連結
- 官方网站
- UAB Athletics website （页面存档备份，存于）